# تپه جوب برزو
تپه جوب برزو مربوط به کلکولتیک - مفرغ است و در شهرستان چرداول، بخش هلیلان، دهستان هلیلان، ۲ کیلومتری شرق روستای چشمه ماهی واقع شده و این اثر در تاریخ ۲۶ اسفند ۱۳۸۷ با شمارهٔ ثبت ۲۶۰۱۲ به‌عنوان یکی از آثار ملی ایران به ثبت رسیده است.